# 驚訊
《驚訊》是香港電台電視節目《頭條新聞》的一個附屬節目，由王喜飾演的虛擬警員「忠勇毅」主持。有人投訴之後，香港電台決定停播，後來轉為網台「杜汶澤喱騷」的單一節目。

## 停止製作
在2020年2月14日播放的《頭條新聞》「驚方訊息」環節中，由王喜饰演「忠勇毅」，以幽默諷刺形式表達「驚方」（警方）招募的「筍工」在2019冠狀病毒病疫情期間抗疫工作的表現和裝備。包括在青衣長康邨康美樓外駐守時，身穿比衞生署人員及醫護人員更高規格的防護衣，並用手機自拍；以及使用警車私人交收CSI口罩。
2月16日，廣播處長梁家榮收到警務處長鄧炳強（郭嘉銓代行）的投訴信，指「驚方訊息」以嘲諷形式抹黑警隊於抗疫期間的工作，表示極度遺憾。同時反駁，節目中隱喻警方積存大量抗疫裝備與事實不符，而且完全漠視警方的抗疫工作和努力，顛倒是非；不能接受，要求梁家榮跟進。同日，全國政協副主席、前香港特首梁振英也在個人Facebook批評《頭條新聞》抹黑警隊，指梁家榮嚴重失職，建議「政府炒、警方告」。
《頭條新聞》节目组在Facebook專頁感谢观众支持，此貼文自2月18日到2月22日期间收穫24万个「讚」。2月19日，13名港台節目顧問團成員，包括立法會議員邵家臻、莫乃光、灣仔區議會主席楊雪盈、漫畫家黃照達、香港資訊科技商會榮譽會長方保僑、香港大律師公會執委石書銘、融樂會創辦人王惠芬、嶺南大學文化研究系副教授梁旭明等跨界別人士發起聯署，指《頭條新聞》自上星期播出以來被多方狙擊，批評鄧炳強去信港台的做法干預港台運作。
2月28日，該集節目在YouTube的片段突然被變成私人影片，而港台官網也無法找到。同日，《頭條新聞》播送第三集，於「驚方信息」環節描述12宗發生於2019年6月中至2020年1月底被列為「無可疑」的死亡案件。3月3日，鄧炳強再次去信梁家榮，批評「驚方信息」環節令觀眾對警隊產生錯誤看法、誤解警隊。信中亦指出，若大眾因此對警隊失去信心，不法之徒便有機可乘，香港的治安便難以維持，這絕對涉及重大的公眾利益。
根據梁家榮致港台員工的信件，2019年1月至2020年2月，《頭條新聞》分別位列港台流動應用程式和YouTube頻道觀看人數榜的第三名及第二名；同時共收到的回饋數目40,854宗，當中讚賞佔34,254宗、投訴佔6,500宗、意見佔100宗。梁又指出，過去三星期，社會不同群組對《頭條新聞》內容表達關注，恰好證明了「充分展現香港多元共融」；強調《頭條新聞》絕非新聞報道節目，諷刺、針砭時弊是特色，「借社會熱話，反映社會脈搏，也讓觀眾得以舒氣釋懷」。
然而，商務及經濟發展局局長邱騰華認為，港台屬於政府部門及公共廣播機構，兩者身份不能互相取代；而《香港電台約章》規定，港台顧問委員會有向港台就其編採方針、節目標準及方針提交意見的意義，同時港台亦要接受通訊局的監察。他強調，所有投訴都由通訊局「用同一把尺」去處理，投訴是否成立並非能依靠節目的欣賞數字「對沖」。
港台的應對也引起了「公營廣播關注組」的不滿，該組織批評《頭條新聞》以低俗手法諷刺、貶低及抹黑政府，影響社會道德觀念，質疑港台製作這種「嬉笑怒罵」的非時事節目有何目的，遂要求港台立即停播該節目。針對港台近期面臨的壓力，《頭條新聞》節目主持曾志豪呼籲大眾簽署致梁家榮的公開聯署信，表達對港台的支持。
5月19日，通訊局再次向港台發警告信，指出收到超過3300宗投訴，其中王喜「驚方訊息」的幾乎每一句對白都有投訴。通訊局認定有關真實資料的準確性、污衊和侮辱警方，以及在個人意見節目《頭條新聞》中表達多方面意見所提出的投訴成立，敦促港台嚴格遵守《電視節目守則》中的相關條文。港台向警方致歉，並將涉及「驚訊」的集數下架。
2024年9月4日，香港高等法院上訴法庭裁定港台工會、記協一方就「驚方訊息」提出的上訴勝訴，下令通訊管理局撤銷警告。